# Barra de acoplamiento

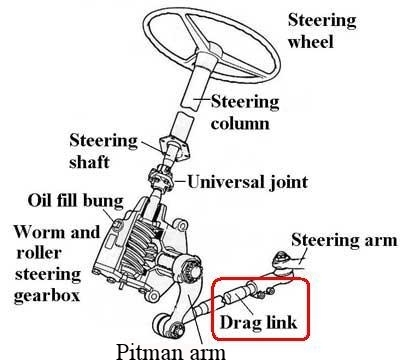
Sistema de dirección que muestra la barra de acoplamiento en un automóvil.

Una barra de acoplamiento es un mecanismo que une dos conjuntos, trasladando un movimiento que puede permitir plegarse o convertir un movimiento giratorio de un brazo o barra en una segunda barra acodada, generalmente en un sistema de dirección de automóvil.
Si bien el origen del término no está claro, es anterior al automóvil y se describe que se usaba en 1849 como un medio para rotar un cultivador Ducie operado por cable mediante una máquina de vapor estacionaria (o entre motores).

## Uso automotriz
El término se usa comúnmente en ingeniería automotriz para enlazar en el varillaje de dirección que conecta el brazo abatible de la dirección a un brazo de dirección que hace que las ruedas giren el vehículo. Normalmente, la barra abatible se conecta a una rueda que está conectada con otra mediante una barra de dirección (o tirante), que es una barra ajustable que determina la alineación relativa de las ruedas.
Normalmente, un extremo de la barra de acoplamiento está conectado mediante la barra abatible y la dirección al volante (lo que proporciona una conexión entre el conductor y el sistema de dirección); el otro extremo está unido a una de las ruedas mediante el brazo de dirección.
Otro mecanismo de dirección alternativo es una cremallera de piñones, un varillaje de tres barras que elimina la barra de acoplamiento, moviendo directamente un enlace central.
«La barra de acoplamiento conecta el brazo abatible con el brazo de dirección o, en algunas aplicaciones, la barra de dirección. A diferencia de una barra de acoplamiento central, esta no se conecta a un brazo tensor y no tiene extremos internos de la barra de dirección. En algunas aplicaciones, esta barra oscila desde la parte delantera hacia la parte trasera del vehículo. En estos casos, el acoplamiento se conecta al brazo de dirección ubicado en el volante. En otros casos, como en los Jeep, el acoplamiento oscila de derecha a izquierda del vehículo y conecta con el brazo de dirección del volante. Estos acoplamientos pueden tener un diseño sólido de una sola pieza o un diseño ajustable. Por lo general, los mecanismos de las barras de acoplamientos suelen tener extremos reemplazables o reconstruibles».

## Efecto del desgaste
El desgaste de las juntas de los extremos de una barra de acoplamiento, por ejemplo en un sistema de dirección, provocará un juego en la dirección que le hará tener holguras. No afectará a la alineación de las ruedas, ya que esta depende de la barra de dirección (también llamada «tirante»).